# Genval vasútállomás
Genval vasútállomás egy vasútállomás Belgiumban, 
- Rixensart
- Genval

 községben.

## Vasútvonalak
Az állomást az alábbi vasútvonalak érintik:
- Brüsszel–Namur-vasútvonal

## Kapcsolódó állomások
A vasútállomáshoz az alábbi állomások vannak a legközelebb:
- La Hulpe vasútállomás
- Rixensart vasútállomás